# توت شامي (مقاطعة دالاهو)
توت‌شامي (بالفارسية: توت‌شامی) هي قرية تقع في كرمانشاه في إيران. يقدر عدد سكانها بـ 312 نسمة بحسب إحصاء 2016.